# Campeonato Ecuatoriano de Fútbol 1990
El Campeonato Ecuatoriano de Fútbol 1990, conocido oficialmente como «Campeonato Nacional de Fútbol 1990», fue la 32.ª edición de la Serie A del Campeonato nacional de fútbol profesional en Ecuador. La competencia se celebró del 3 de marzo al 23 de diciembre de 1990. El torneo fue organizado por la Federación Ecuatoriana de Fútbol y contó con la participación de doce equipos de fútbol.
Liga Deportiva Universitaria se coronó campeón por cuarta vez en su historia.

## Sistema de juego
La estructura de la competencia en la primera etapa fue exacta al año 1989: 12 equipos en la Serie A, 8 equipos en la Serie B. No obstante, sí hubo cierta novedad en la siguiente.
En la primera etapa, hubo 22 fechas bajo la modalidad de sistema de todos contra todos. El último descendió de manera automática; los 4 primeros ganaron su derecho a jugar la tercera etapa, bonificados con un punto el primero y segundo, y con 0,5 el tercero y cuarto. Las escuadras décima y undécima, con 0,5 de menor puntaje, fueron condenadas al cuadrangular del no descenso. Lo mismo en la segunda etapa: 12 clubes, 11 de la Serie A más 1 de la Serie B, divididos en 2 grupos de 6 equipos. Ganaron su derecho a participar en la tercera etapa los primeros y segundos, bonificados con 1 y 0,5 puntos, respectivamente.
Los 2 últimos, uno por grupo, puntuaron de manera negativa para el cuadrangular del no descenso. Aquí aplicó una salvedad: en caso de terminar último el equipo que ya había clasificado para la tercera etapa, perdería su bonificación más no su derecho a estar en ella; por tanto, ya no disputaría el cuadrangular del no descenso. Su lugar lo ocuparía el peor equipo de la tabla general, descontando los clubes ya marcados con menor puntaje. Así se completaron los 4 equipos y, de entre ellos, descendió el que alcanzó menos puntaje el cuadrangular.
Al mismo tiempo se jugó la tercera etapa, en 2 cuadrangulares. De los 8 equipos, clasificados al cuadrangular final el primero y segundo de cada serie; entre los que se definieron el campeón y el vicecampeón.

## Primera etapa

### Relevo semestral de clubes
| Pos. | de la Segunda etapa de la Serie A |
| ---- | --------------------------------- |
| 1º   | Liga de Portoviejo                |

| Pos. | de la Segunda etapa de la Serie B |
| ---- | --------------------------------- |
| 1º   | Juventus                          |

### Datos de los clubes
| Equipo                | Ciudad                                                                    | Provincia                        |
| --------------------- | ------------------------------------------------------------------------- | -------------------------------- |
| Aucas                 | Quito                                                                     | Bandera de Pichincha Pichincha   |
| Barcelona             | Guayaquil                                                                 | Guayas                           |
| Delfín                | [[Archivo:\|20x20px\|border\|Bandera de Manta]] Manta                     | Manabí                           |
| Deportivo Cuenca      | Cuenca                                                                    | Azuay                            |
| Deportivo Quito       | Quito                                                                     | Bandera de Pichincha Pichincha   |
| El Nacional           | Quito                                                                     | Bandera de Pichincha Pichincha   |
| Emelec                | Guayaquil                                                                 | Guayas                           |
| Filanbanco            | Guayaquil / Milagro                                                       | Guayas                           |
| Juventus              | [[Archivo:\|20x20px\|border\|Bandera de Esmeraldas (Ecuador)]] Esmeraldas | Bandera de Esmeraldas Esmeraldas |
| Liga de Quito         | Quito                                                                     | Bandera de Pichincha Pichincha   |
| Macará                | Ambato                                                                    | Tungurahua                       |
| Técnico Universitario | Ambato                                                                    | Tungurahua                       |

### Equipos por ubicación geográfica
| Provincia  | N.º | Equipos                                                 |
| ---------- | --- | ------------------------------------------------------- |
| Pichincha  | 4   | - Aucas - Deportivo Quito - El Nacional - Liga de Quito |
| Guayas     | 3   | - Barcelona - Emelec - Filanbanco                       |
| Tungurahua | 2   | - Macará - Técnico Universitario                        |
| Azuay      | 1   | - Deportivo Cuenca                                      |
| Esmeraldas | 1   | - Juventus                                              |
| Manabí     | 1   | - Delfín                                                |

| Delfín Barcelona Emelec Filanbanco Juventus Liga de Quito El Nacional Deportivo Quito Aucas Deportivo Cuenca Macará Técnico Universitario |

### Partidos y resultados
| Fecha 1    | Fecha 1               | Fecha 1   | Fecha 1          |
| Fecha      | Equipo Local          | Resultado | Equipo Visitante |
| ---------- | --------------------- | --------- | ---------------- |
| 3 de marzo | Técnico Universitario | 2 - 1     | Juventus         |
| 4 de marzo | Deportivo Quito       | 2 - 0     | Filanbanco       |
| 4 de marzo | Liga de Quito         | 0 - 4     | Emelec           |
| 4 de marzo | Deportivo Cuenca      | 1 - 1     | El Nacional      |
| 4 de marzo | Delfín                | 2 - 0     | Macará           |
| 4 de marzo | Barcelona             | 3 - 1     | Aucas            |

| Fecha 2     | Fecha 2      | Fecha 2   | Fecha 2               |
| Fecha       | Equipo Local | Resultado | Equipo Visitante      |
| ----------- | ------------ | --------- | --------------------- |
| 10 de marzo | Juventus     | 1 - 3     | Barcelona             |
| 10 de marzo | Macará       | 2 - 1     | Liga de Quito         |
| 10 de marzo | Emelec       | 1 - 0     | Deportivo Quito       |
| 11 de marzo | El Nacional  | 3 - 1     | Técnico Universitario |
| 11 de marzo | Aucas        | 2 - 1     | Delfín                |
| 11 de marzo | Filanbanco   | 1 - 2     | Deportivo Cuenca      |

| Fecha 3     | Fecha 3               | Fecha 3   | Fecha 3          |
| Fecha       | Equipo Local          | Resultado | Equipo Visitante |
| ----------- | --------------------- | --------- | ---------------- |
| 17 de marzo | Técnico Universitario | 3 - 0     | Filanbanco       |
| 18 de marzo | Liga de Quito         | 2 - 1     | El Nacional      |
| 18 de marzo | Deportivo Quito       | 6 - 1     | Aucas            |
| 18 de marzo | Deportivo Cuenca      | 4 - 0     | Juventus         |
| 18 de marzo | Barcelona             | 7 - 0     | Macará           |
| 11 de abril | Delfín                | 1 - 0     | Emelec           |

| Fecha 4     | Fecha 4      | Fecha 4   | Fecha 4               |
| Fecha       | Equipo Local | Resultado | Equipo Visitante      |
| ----------- | ------------ | --------- | --------------------- |
| 24 de marzo | El Nacional  | 2 - 2     | Barcelona             |
| 24 de marzo | Juventus     | 0 - 1     | Liga de Quito         |
| 24 de marzo | Aucas        | 4 - 3     | Deportivo Cuenca      |
| 25 de marzo | Macará       | 0 - 1     | Deportivo Quito       |
| 25 de marzo | Filanbanco   | 0 - 0     | Delfín                |
| 2 de mayo   | Emelec       | 2 - 0     | Técnico Universitario |

| Fecha 5     | Fecha 5               | Fecha 5   | Fecha 5          |
| Fecha       | Equipo Local          | Resultado | Equipo Visitante |
| ----------- | --------------------- | --------- | ---------------- |
| 31 de marzo | Barcelona             | 1 - 1     | Deportivo Quito  |
| 1 de abril  | Liga de Quito         | 1 - 0     | Filanbanco       |
| 1 de abril  | Aucas                 | 0 - 2     | El Nacional      |
| 1 de abril  | Técnico Universitario | 1 - 1     | Macará           |
| 1 de abril  | Delfín                | 1 - 1     | Juventus         |
| 1 de abril  | Deportivo Cuenca      | 0 - 0     | Emelec           |

| Fecha 6    | Fecha 6         | Fecha 6   | Fecha 6               |
| Fecha      | Equipo Local    | Resultado | Equipo Visitante      |
| ---------- | --------------- | --------- | --------------------- |
| 7 de abril | Juventus        | 1 - 3     | Aucas                 |
| 7 de abril | Macará          | 1 - 1     | Deportivo Cuenca      |
| 8 de abril | Liga de Quito   | 0 - 0     | Delfín                |
| 8 de abril | Deportivo Quito | 5 - 2     | Técnico Universitario |
| 8 de abril | Emelec          | 2 - 3     | El Nacional           |
| 9 de mayo  | Barcelona       | 1 - 0     | Filanbanco            |

| Fecha 7     | Fecha 7               | Fecha 7   | Fecha 7          |
| Fecha       | Equipo Local          | Resultado | Equipo Visitante |
| ----------- | --------------------- | --------- | ---------------- |
| 15 de abril | Aucas                 | 0 - 0     | Macará           |
| 15 de abril | El Nacional           | 2 - 1     | Filanbanco       |
| 15 de abril | Deportivo Cuenca      | 1 - 1     | Liga de Quito    |
| 15 de abril | Delfín                | 3 - 1     | Deportivo Quito  |
| 15 de abril | Emelec                | 2 - 1     | Juventus         |
| 19 de junio | Técnico Universitario | 1 - 0     | Barcelona        |

| Fecha 8     | Fecha 8         | Fecha 8   | Fecha 8               |
| Fecha       | Equipo Local    | Resultado | Equipo Visitante      |
| ----------- | --------------- | --------- | --------------------- |
| 21 de abril | Juventus        | 0 - 3     | El Nacional           |
| 22 de abril | Liga de Quito   | 3 - 2     | Técnico Universitario |
| 22 de abril | Deportivo Quito | 0 - 1     | Deportivo Cuenca      |
| 22 de abril | Macará          | 0 - 0     | Emelec                |
| 22 de abril | Filanbanco      | 2 - 2     | Aucas                 |
| 22 de abril | Barcelona       | 2 - 2     | Delfín                |

| Fecha 9     | Fecha 9               | Fecha 9   | Fecha 9          |
| Fecha       | Equipo Local          | Resultado | Equipo Visitante |
| ----------- | --------------------- | --------- | ---------------- |
| 28 de abril | Filanbanco            | 2 - 0     | Juventus         |
| 28 de abril | Técnico Universitario | 1 - 0     | Aucas            |
| 29 de abril | El Nacional           | 3 - 0     | Macará           |
| 29 de abril | Liga de Quito         | 1 - 1     | Deportivo Quito  |
| 29 de abril | Delfín                | 2 - 1     | Deportivo Cuenca |
| 29 de abril | Emelec                | 0 - 2     | Barcelona        |

| Fecha 10  | Fecha 10              | Fecha 10  | Fecha 10         |
| Fecha     | Equipo Local          | Resultado | Equipo Visitante |
| --------- | --------------------- | --------- | ---------------- |
| 5 de mayo | Juventus              | 1 - 3     | Macará           |
| 5 de mayo | Aucas                 | 1 - 2     | Liga de Quito    |
| 6 de mayo | El Nacional           | 1 - 1     | Deportivo Quito  |
| 6 de mayo | Deportivo Cuenca      | 2 - 1     | Barcelona        |
| 6 de mayo | Técnico Universitario | 1 - 0     | Delfín           |
| 6 de mayo | Filanbanco            | 0 - 0     | Emelec           |

| Fecha 11   | Fecha 11         | Fecha 11  | Fecha 11              |
| Fecha      | Equipo Local     | Resultado | Equipo Visitante      |
| ---------- | ---------------- | --------- | --------------------- |
| 12 de mayo | Barcelona        | 2 - 0     | Liga de Quito         |
| 12 de mayo | Deportivo Quito  | 3 - 0     | Juventus              |
| 12 de mayo | Aucas            | 0 - 0     | Emelec                |
| 12 de mayo | Delfín           | 0 - 0     | El Nacional           |
| 12 de mayo | Macará           | 1 - 0     | Filanbanco            |
| 13 de mayo | Deportivo Cuenca | 2 - 1     | Técnico Universitario |

| Fecha 12   | Fecha 12     | Fecha 12  | Fecha 12              |
| Fecha      | Equipo Local | Resultado | Equipo Visitante      |
| ---------- | ------------ | --------- | --------------------- |
| 19 de mayo | Juventus     | 2 - 1     | Técnico Universitario |
| 19 de mayo | Macará       | 0 - 1     | Delfín                |
| 20 de mayo | El Nacional  | 2 - 0     | Deportivo Cuenca      |
| 20 de mayo | Aucas        | 3 - 2     | Barcelona             |
| 20 de mayo | Filanbanco   | 1 - 1     | Deportivo Quito       |
| 20 de mayo | Emelec       | 1 - 0     | Liga de Quito         |

| Fecha 13   | Fecha 13              | Fecha 13  | Fecha 13         |
| Fecha      | Equipo Local          | Resultado | Equipo Visitante |
| ---------- | --------------------- | --------- | ---------------- |
| 27 de mayo | Liga de Quito         | 3 - 0     | Macará           |
| 27 de mayo | Deportivo Quito       | 3 - 0     | Emelec           |
| 27 de mayo | Delfín                | 1 - 0     | Aucas            |
| 27 de mayo | Técnico Universitario | 1 - 2     | El Nacional      |
| 27 de mayo | Deportivo Cuenca      | 1 - 1     | Filanbanco       |
| 27 de mayo | Barcelona             | 5 - 1     | Juventus         |

| Fecha 14   | Fecha 14     | Fecha 14  | Fecha 14              |
| Fecha      | Equipo Local | Resultado | Equipo Visitante      |
| ---------- | ------------ | --------- | --------------------- |
| 2 de junio | Juventus     | 2 - 2     | Deportivo Cuenca      |
| 2 de junio | El Nacional  | 0 - 0     | Liga de Quito         |
| 2 de junio | Aucas        | 1 - 1     | Deportivo Quito       |
| 3 de junio | Macará       | 1 - 0     | Barcelona             |
| 3 de junio | Filanbanco   | 2 - 1     | Técnico Universitario |
| 3 de junio | Emelec       | 4 - 1     | Delfín                |

| Fecha 15    | Fecha 15              | Fecha 15  | Fecha 15         |
| Fecha       | Equipo Local          | Resultado | Equipo Visitante |
| ----------- | --------------------- | --------- | ---------------- |
| 8 de junio  | Deportivo Cuenca      | 1 - 2     | Aucas            |
| 9 de junio  | Técnico Universitario | 1 - 0     | Emelec           |
| 9 de junio  | Liga de Quito         | 2 - 0     | Juventus         |
| 9 de junio  | Deportivo Quito       | 4 - 1     | Macará           |
| 10 de junio | Delfín                | 1 - 2     | Filanbanco       |
| 10 de junio | Barcelona             | 1 - 1     | El Nacional      |

| Fecha 16    | Fecha 16        | Fecha 16  | Fecha 16              |
| Fecha       | Equipo Local    | Resultado | Equipo Visitante      |
| ----------- | --------------- | --------- | --------------------- |
| 22 de junio | Juventus        | 0 - 0     | Delfín                |
| 22 de junio | Macará          | 0 - 2     | Técnico Universitario |
| 22 de junio | El Nacional     | 1 - 1     | Aucas                 |
| 22 de junio | Filanbanco      | 1 - 0     | Liga de Quito         |
| 22 de junio | Deportivo Quito | 1 - 0     | Barcelona             |
| 22 de junio | Emelec          | 2 - 1     | Deportivo Cuenca      |

| Fecha 17    | Fecha 17              | Fecha 17  | Fecha 17         |
| Fecha       | Equipo Local          | Resultado | Equipo Visitante |
| ----------- | --------------------- | --------- | ---------------- |
| 29 de junio | Aucas                 | 3 - 1     | Juventus         |
| 29 de junio | Filanbanco            | 0 - 2     | Barcelona        |
| 29 de junio | El Nacional           | 1 - 0     | Emelec           |
| 29 de junio | Deportivo Cuenca      | 3 - 0     | Macará           |
| 30 de junio | Técnico Universitario | 1 - 1     | Deportivo Quito  |
| 1 de julio  | Delfín                | 2 - 2     | Liga de Quito    |

| Fecha 18   | Fecha 18        | Fecha 18  | Fecha 18              |
| Fecha      | Equipo Local    | Resultado | Equipo Visitante      |
| ---------- | --------------- | --------- | --------------------- |
| 6 de julio | Juventus        | 1 - 2     | Emelec                |
| 6 de julio | Macará          | 2 - 1     | Aucas                 |
| 6 de julio | Filanbanco      | 2 - 2     | El Nacional           |
| 6 de julio | Deportivo Quito | 1 - 0     | Delfín                |
| 6 de julio | Barcelona       | 2 - 1     | Técnico Universitario |
| 6 de julio | Liga de Quito   | 1 - 1     | Deportivo Cuenca      |

| Fecha 19    | Fecha 19              | Fecha 19  | Fecha 19         |
| Fecha       | Equipo Local          | Resultado | Equipo Visitante |
| ----------- | --------------------- | --------- | ---------------- |
| 14 de julio | El Nacional           | 9 - 0     | Juventus         |
| 14 de julio | Técnico Universitario | 2 - 1     | Liga de Quito    |
| 14 de julio | Aucas                 | 1 - 1     | Filanbanco       |
| 15 de julio | Delfín                | 4 - 1     | Barcelona        |
| 15 de julio | Deportivo Cuenca      | 0 - 0     | Deportivo Quito  |
| 15 de julio | Emelec                | 4 - 0     | Macará           |

| Fecha 20    | Fecha 20         | Fecha 20  | Fecha 20              |
| Fecha       | Equipo Local     | Resultado | Equipo Visitante      |
| ----------- | ---------------- | --------- | --------------------- |
| 21 de julio | Juventus         | 1 - 2     | Filanbanco            |
| 21 de julio | Aucas            | 1 - 2     | Técnico Universitario |
| 21 de julio | Deportivo Quito  | 1 - 1     | Liga de Quito         |
| 22 de julio | Macará           | 1 - 4     | El Nacional           |
| 22 de julio | Deportivo Cuenca | 4 - 0     | Delfín                |
| 22 de julio | Barcelona        | 3 - 1     | Emelec                |

| Fecha 21    | Fecha 21        | Fecha 21  | Fecha 21              |
| Fecha       | Equipo Local    | Resultado | Equipo Visitante      |
| ----------- | --------------- | --------- | --------------------- |
| 28 de julio | Emelec          | 0 - 0     | Filanbanco            |
| 28 de julio | Deportivo Quito | 1 - 2     | El Nacional           |
| 28 de julio | Liga de Quito   | 3 - 1     | Aucas                 |
| 29 de julio | Macará          | 5 - 1     | Juventus              |
| 29 de julio | Delfín          | 2 - 0     | Técnico Universitario |
| 29 de julio | Barcelona       | 5 - 0     | Deportivo Cuenca      |

| Fecha 22    | Fecha 22              | Fecha 22  | Fecha 22         |
| Fecha       | Equipo Local          | Resultado | Equipo Visitante |
| ----------- | --------------------- | --------- | ---------------- |
| 4 de agosto | Filanbanco            | 3 - 1     | Macará           |
| 4 de agosto | El Nacional           | 2 - 1     | Delfín           |
| 4 de agosto | Juventus              | 1 - 0     | Deportivo Quito  |
| 4 de agosto | Técnico Universitario | 1 - 0     | Deportivo Cuenca |
| 4 de agosto | Emelec                | 2 - 0     | Aucas            |
| 4 de agosto | Liga de Quito         | 2 - 0     | Barcelona        |

### Tabla de posiciones
|  |  |     | Equipo                | PJ | PG | PE | PP | GF | GC | DG  | PTS | PB/PP |
|  |  | --- | --------------------- | -- | -- | -- | -- | -- | -- | --- | --- | ----- |
|  |  | 1.  | El Nacional           | 22 | 13 | 8  | 1  | 47 | 18 | +29 | 34  | 1     |
|  |  | 2.  | Barcelona             | 22 | 11 | 4  | 7  | 45 | 25 | +20 | 26  | 1     |
|  |  | 3.  | Deportivo Quito       | 22 | 9  | 8  | 5  | 35 | 19 | +16 | 26  | 0,5   |
|  |  | 4.  | Emelec                | 22 | 10 | 5  | 7  | 27 | 18 | +9  | 25  | 0.5   |
|  |  | 5.  | Liga de Quito         | 22 | 9  | 7  | 6  | 27 | 23 | +4  | 25  |       |
|  |  | 6.  | Delfín                | 22 | 8  | 7  | 7  | 25 | 24 | +1  | 23  |       |
|  |  | 7.  | Deportivo Cuenca      | 22 | 7  | 8  | 7  | 31 | 28 | +3  | 22  |       |
|  |  | 8.  | Técnico Universitario | 22 | 10 | 2  | 10 | 28 | 30 | -2  | 22  |       |
|  |  | 9.  | Filanbanco            | 22 | 6  | 8  | 8  | 21 | 25 | -4  | 20  |       |
|  |  | 10. | Aucas                 | 22 | 6  | 6  | 10 | 28 | 38 | -10 | 18  | -0.5  |
|  |  | 11. | Macará                | 22 | 6  | 4  | 12 | 19 | 43 | -24 | 16  | -0.5  |
|  |  | 12. | Juventus              | 22 | 2  | 3  | 17 | 16 | 58 | -42 | 7   |       |

PJ = Partidos jugados; PG = Partidos ganados; PE = Partidos empatados; PP = Partidos perdidos; GF = Goles a favor; GC = Goles en contra; DG = Diferencia de gol; PTS = Puntos; PB/PP = Puntos de bonificación/Puntos de Penalización
|  | Clasificaron al Cuadrangular del No Descenso. |
|  | Descendió a la Serie B.                       |

## Segunda etapa

### Relevo semestral de clubes
| Pos. | de la Primera etapa de la Serie A |
| ---- | --------------------------------- |
| 12º  | Juventus                          |

| Pos. | de la Primera etapa de la Serie B |
| ---- | --------------------------------- |
| 1º   | Universidad Católica              |

### Datos de los clubes
| Equipo                | Ciudad                                                | Provincia                      |
| --------------------- | ----------------------------------------------------- | ------------------------------ |
| Aucas                 | Quito                                                 | Bandera de Pichincha Pichincha |
| Barcelona             | Guayaquil                                             | Guayas                         |
| Delfín                | [[Archivo:\|20x20px\|border\|Bandera de Manta]] Manta | Manabí                         |
| Deportivo Cuenca      | Cuenca                                                | Azuay                          |
| Deportivo Quito       | Quito                                                 | Bandera de Pichincha Pichincha |
| El Nacional           | Quito                                                 | Bandera de Pichincha Pichincha |
| Emelec                | Guayaquil                                             | Guayas                         |
| Filanbanco            | Guayaquil / Milagro                                   | Guayas                         |
| Liga de Quito         | Quito                                                 | Bandera de Pichincha Pichincha |
| Macará                | Ambato                                                | Tungurahua                     |
| Técnico Universitario | Ambato                                                | Tungurahua                     |
| Universidad Católica  | Quito                                                 | Bandera de Pichincha Pichincha |

### Equipos por ubicación geográfica
| Provincia  | N.º | Equipos                                                                        |
| ---------- | --- | ------------------------------------------------------------------------------ |
| Pichincha  | 5   | - Aucas - Deportivo Quito - El Nacional - Liga de Quito - Universidad Católica |
| Guayas     | 3   | - Barcelona - Emelec - Filanbanco                                              |
| Tungurahua | 2   | - Macará - Técnico Universitario                                               |
| Azuay      | 1   | - Deportivo Cuenca                                                             |
| Manabí     | 1   | - Delfín                                                                       |

| Delfín Barcelona Emelec Filanbanco Universidad Católica Liga de Quito El Nacional Deportivo Quito Aucas Deportivo Cuenca Macará Técnico Universitario |

### Partidos y resultados
| Fecha 1          | Fecha 1               | Fecha 1   | Fecha 1              |
| Fecha            | Equipo Local          | Resultado | Equipo Visitante     |
| ---------------- | --------------------- | --------- | -------------------- |
| 11 de agosto     | Técnico Universitario | 2 - 0     | Barcelona            |
| 11 de agosto     | Deportivo Quito       | 3 - 0     | Macará               |
| 11 de agosto     | El Nacional           | 2 - 0     | Filanbanco           |
| 12 de agosto     | Deportivo Cuenca      | 1 - 0     | Liga de Quito        |
| 12 de agosto     | Delfín                | 0 - 0     | Universidad Católica |
| 11 de septiembre | Emelec                | 3 - 0     | Aucas                |

| Fecha 2      | Fecha 2              | Fecha 2   | Fecha 2               |
| Fecha        | Equipo Local         | Resultado | Equipo Visitante      |
| ------------ | -------------------- | --------- | --------------------- |
| 18 de agosto | Universidad Católica | 3 - 1     | Emelec                |
| 18 de agosto | Aucas                | 4 - 2     | Técnico Universitario |
| 18 de agosto | Liga de Quito        | 1 - 2     | El Nacional           |
| 19 de agosto | Macará               | 0 - 0     | Deportivo Cuenca      |
| 19 de agosto | Filanbanco           | 1 - 2     | Deportivo Quito       |
| 19 de agosto | Barcelona            | 0 - 0     | Delfín                |

| Fecha 3          | Fecha 3               | Fecha 3   | Fecha 3              |
| Fecha            | Equipo Local          | Resultado | Equipo Visitante     |
| ---------------- | --------------------- | --------- | -------------------- |
| 25 de agosto     | Barcelona             | 4 - 1     | Aucas                |
| 25 de agosto     | Liga de Quito         | 2 - 2     | Macará               |
| 25 de agosto     | Técnico Universitario | 0 - 1     | Universidad Católica |
| 25 de agosto     | El Nacional           | 1 - 1     | Deportivo Quito      |
| 26 de agosto     | Deportivo Cuenca      | 2 - 1     | Filanbanco           |
| 26 de septiembre | Delfín                | 0 - 0     | Emelec               |

| Fecha 4         | Fecha 4               | Fecha 4   | Fecha 4              |
| Fecha           | Equipo Local          | Resultado | Equipo Visitante     |
| --------------- | --------------------- | --------- | -------------------- |
| 1 de septiembre | Técnico Universitario | 3 - 0     | Delfín               |
| 2 de septiembre | El Nacional           | 2 - 1     | Macará               |
| 2 de septiembre | Aucas                 | 1 - 4     | Universidad Católica |
| 2 de septiembre | Deportivo Quito       | 3 - 1     | Deportivo Cuenca     |
| 2 de septiembre | Filanbanco            | 2 - 0     | Liga de Quito        |
| 2 de septiembre | Emelec                | 6 - 0     | Barcelona            |

| Fecha 5          | Fecha 5              | Fecha 5   | Fecha 5               |
| Fecha            | Equipo Local         | Resultado | Equipo Visitante      |
| ---------------- | -------------------- | --------- | --------------------- |
| 4 de septiembre  | Deportivo Cuenca     | 0 - 1     | El Nacional           |
| 5 de septiembre  | Delfín               | 4 - 0     | Aucas                 |
| 5 de septiembre  | Macará               | 1 - 1     | Filanbanco            |
| 5 de septiembre  | Liga de Quito        | 0 - 3     | Deportivo Quito       |
| 5 de septiembre  | Emelec               | 2 - 0     | Técnico Universitario |
| 26 de septiembre | Universidad Católica | 1 - 1     | Barcelona             |

| Fecha 6         | Fecha 6              | Fecha 6   | Fecha 6               |
| Fecha           | Equipo Local         | Resultado | Equipo Visitante      |
| --------------- | -------------------- | --------- | --------------------- |
| 8 de septiembre | Universidad Católica | 0 - 0     | Delfín                |
| 9 de septiembre | Liga de Quito        | 4 - 1     | Deportivo Cuenca      |
| 9 de septiembre | Aucas                | 1 - 0     | Emelec                |
| 9 de septiembre | Macará               | 1 - 2     | Deportivo Quito       |
| 9 de septiembre | Filanbanco           | 0 - 0     | Macará                |
| 9 de septiembre | Barcelona            | 1 - 3     | Técnico Universitario |

| Fecha 7          | Fecha 7               | Fecha 7   | Fecha 7              |
| Fecha            | Equipo Local          | Resultado | Equipo Visitante     |
| ---------------- | --------------------- | --------- | -------------------- |
| 15 de septiembre | Técnico Universitario | 2 - 2     | Aucas                |
| 15 de septiembre | Deportivo Cuenca      | 2 - 0     | Macará               |
| 16 de septiembre | Deportivo Quito       | 4 - 1     | Filanbanco           |
| 16 de septiembre | El Nacional           | 2 - 1     | Liga de Quito        |
| 16 de septiembre | Delfín                | 2 - 3     | Barcelona            |
| 16 de septiembre | Emelec                | 1 - 1     | Universidad Católica |

| Fecha 8          | Fecha 8              | Fecha 8   | Fecha 8               |
| Fecha            | Equipo Local         | Resultado | Equipo Visitante      |
| ---------------- | -------------------- | --------- | --------------------- |
| 18 de septiembre | Universidad Católica | 0 - 0     | Técnico Universitario |
| 18 de septiembre | Deportivo Quito      | 1 - 0     | El Nacional           |
| 18 de septiembre | Aucas                | 2 - 2     | Barcelona             |
| 19 de septiembre | Macará               | 1 - 0     | Liga de Quito         |
| 19 de septiembre | Filanbanco           | 3 - 0     | Deportivo Cuenca      |
| 19 de septiembre | Emelec               | 2 - 0     | Delfín                |

| Fecha 9          | Fecha 9              | Fecha 9   | Fecha 9               |
| Fecha            | Equipo Local         | Resultado | Equipo Visitante      |
| ---------------- | -------------------- | --------- | --------------------- |
| 23 de septiembre | Liga de Quito        | 2 - 2     | Filanbanco            |
| 23 de septiembre | Universidad Católica | 1 - 1     | Aucas                 |
| 23 de septiembre | Macará               | 1 - 4     | El Nacional           |
| 23 de septiembre | Deportivo Cuenca     | 0 - 0     | Deportivo Quito       |
| 23 de septiembre | Delfín               | 1 - 1     | Técnico Universitario |
| 23 de septiembre | Barcelona            | 1 - 2     | Emelec                |

| Fecha 10         | Fecha 10              | Fecha 10  | Fecha 10             |
| Fecha            | Equipo Local          | Resultado | Equipo Visitante     |
| ---------------- | --------------------- | --------- | -------------------- |
| 29 de septiembre | Aucas                 | 3 - 0     | Delfín               |
| 29 de septiembre | El Nacional           | 0 - 0     | Deportivo Cuenca     |
| 29 de septiembre | Deportivo Quito       | 0 - 0     | Liga de Quito        |
| 29 de septiembre | Técnico Universitario | 2 - 1     | Emelec               |
| 29 de septiembre | Barcelona             | 0 - 2     | Universidad Católica |
| 29 de septiembre | Filanbanco            | 4 - 0     | Macará               |

### Tabla de posiciones
Grupo 1
|  |  |    | Equipo           | PJ | PG | PE | PP | GF | GC | DG  | PTS | PB   |
|  |  | -- | ---------------- | -- | -- | -- | -- | -- | -- | --- | --- | ---- |
|  |  | 1. | Deportivo Quito  | 10 | 7  | 3  | 0  | 19 | 5  | +14 | 17  | 1    |
|  |  | 2. | El Nacional      | 10 | 6  | 3  | 1  | 14 | 6  | +8  | 15  | 0.5  |
|  |  | 3. | Filanbanco       | 10 | 3  | 3  | 4  | 15 | 13 | +2  | 9   |      |
|  |  | 4. | Deportivo Cuenca | 10 | 3  | 3  | 4  | 7  | 12 | -5  | 9   |      |
|  |  | 5. | Liga de Quito    | 10 | 1  | 3  | 6  | 10 | 16 | -6  | 5   |      |
|  |  | 6. | Macará           | 10 | 1  | 3  | 6  | 7  | 20 | -13 | 5   | -0.5 |

PJ = Partidos jugados; PG = Partidos ganados; PE = Partidos empatados; PP = Partidos perdidos; GF = Goles a favor; GC = Goles en contra; DG = Diferencia de gol; PTS = Puntos; PB = Puntos de bonificación
Grupo 2
|  |  |    | Equipo                | PJ | PG | PE | PP | GF | GC | DG  | PTS | PB  |
|  |  | -- | --------------------- | -- | -- | -- | -- | -- | -- | --- | --- | --- |
|  |  | 1. | Universidad Católica  | 10 | 4  | 6  | 0  | 13 | 5  | +8  | 14  | 1   |
|  |  | 2. | Emelec                | 10 | 5  | 2  | 3  | 18 | 8  | +10 | 10  | 0.5 |
|  |  | 3. | Aucas                 | 10 | 3  | 3  | 4  | 15 | 22 | -7  | 9   |     |
|  |  | 4. | Técnico Universitario | 10 | 3  | 2  | 5  | 14 | 13 | +1  | 8   |     |
|  |  | 5. | Delfín                | 10 | 2  | 4  | 4  | 8  | 11 | -3  | 8   |     |
|  |  | 6. | Barcelona             | 10 | 2  | 3  | 5  | 12 | 21 | -9  | 7   |     |

PJ = Partidos jugados; PG = Partidos ganados; PE = Partidos empatados; PP = Partidos perdidos; GF = Goles a favor; GC = Goles en contra; DG = Diferencia de gol; PTS = Puntos; PB = Puntos de bonificación
 NOTA: Técnico Universitario fue penalizado con 2 puntos.
NOTA: Barcelona perdió el punto de bonificación al ganar en la primera fase por el último lugar de su grupo en la segunda etapa

#### Evolución de la clasificación
Grupo 1
Grupo 2

## Tercera etapa

### Partidos y resultados
| Fecha 1        | Fecha 1              | Fecha 1   | Fecha 1               |
| Fecha          | Equipo Local         | Resultado | Equipo Visitante      |
| -------------- | -------------------- | --------- | --------------------- |
| 6 de octubre   | Aucas                | 1 - 2     | Técnico Universitario |
| 7 de octubre   | Universidad Católica | 0 - 0     | Emelec                |
| 7 de octubre   | Deportivo Quito      | 1 - 5     | Liga de Quito         |
| 7 de octubre   | Macará               | 0 - 1     | Filanbanco            |
| 7 de octubre   | Deportivo Cuenca     | 0 - 0     | El Nacional           |
| 7 de noviembre | Barcelona            | 1 - 2     | Delfín                |

| Fecha 2       | Fecha 2               | Fecha 2   | Fecha 2              |
| Fecha         | Equipo Local          | Resultado | Equipo Visitante     |
| ------------- | --------------------- | --------- | -------------------- |
| 14 de octubre | Liga de Quito         | 1 - 1     | Deportivo Cuenca     |
| 14 de octubre | Deportivo Quito       | 1 - 1     | El Nacional          |
| 14 de octubre | Técnico Universitario | 0 - 1     | Macará               |
| 14 de octubre | Delfín                | 2 - 0     | Universidad Católica |
| 14 de octubre | Filanbanco            | 5 - 0     | Aucas                |
| 14 de octubre | Emelec                | 3 - 4     | Barcelona            |

| Fecha 3       | Fecha 3               | Fecha 3   | Fecha 3          |
| Fecha         | Equipo Local          | Resultado | Equipo Visitante |
| ------------- | --------------------- | --------- | ---------------- |
| 20 de octubre | Aucas                 | 0 - 2     | Macará           |
| 20 de octubre | Técnico Universitario | 2 - 0     | Filanbanco       |
| 21 de octubre | Universidad Católica  | 1 - 1     | Barcelona        |
| 21 de octubre | El Nacional           | 3 - 3     | Liga de Quito    |
| 21 de octubre | Deportivo Cuenca      | 2 - 1     | Deportivo Quito  |
| 21 de octubre | Emelec                | 1 - 0     | Delfín           |

| Fecha 4       | Fecha 4               | Fecha 4   | Fecha 4              |
| Fecha         | Equipo Local          | Resultado | Equipo Visitante     |
| ------------- | --------------------- | --------- | -------------------- |
| 27 de octubre | Técnico Universitario | 1 - 0     | Aucas                |
| 28 de octubre | Deportivo Quito       | 2 - 1     | Deportivo Cuenca     |
| 28 de octubre | Liga de Quito         | 0 - 1     | El Nacional          |
| 28 de octubre | Delfín                | 1 - 3     | Emelec               |
| 28 de octubre | Filanbanco            | 2 - 1     | Macará               |
| 28 de octubre | Barcelona             | 3 - 0     | Universidad Católica |

| Fecha 5        | Fecha 5              | Fecha 5   | Fecha 5               |
| Fecha          | Equipo Local         | Resultado | Equipo Visitante      |
| -------------- | -------------------- | --------- | --------------------- |
| 3 de noviembre | Aucas                | 2 - 2     | Filanbanco            |
| 3 de noviembre | Macará               | 0 - 0     | Técnico Universitario |
| 4 de noviembre | Universidad Católica | 0 - 1     | Delfín                |
| 4 de noviembre | El Nacional          | 1 - 1     | Deportivo Quito       |
| 4 de noviembre | Deportivo Cuenca     | 0 - 2     | Liga de Quito         |
| 4 de noviembre | Barcelona            | 0 - 1     | Emelec                |

| Fecha 6         | Fecha 6       | Fecha 6   | Fecha 6               |
| Fecha           | Equipo Local  | Resultado | Equipo Visitante      |
| --------------- | ------------- | --------- | --------------------- |
| 10 de noviembre | Filanbanco    | 2 - 0     | Técnico Universitario |
| 10 de noviembre | Emelec        | 0 - 0     | Universidad Católica  |
| 10 de noviembre | Macará        | 2 - 0     | Aucas                 |
| 10 de noviembre | El Nacional   | 3 - 1     | Deportivo Cuenca      |
| 10 de noviembre | Delfín        | 0 - 0     | Barcelona             |
| 10 de noviembre | Liga de Quito | 2 - 2     | Deportivo Quito       |

### Tabla de posiciones
Cuadrangular 1
|  |  |    | Equipo           | PJ | PG | PE | PP | GF | GC | DG | PTS | PB  |
|  |  | -- | ---------------- | -- | -- | -- | -- | -- | -- | -- | --- | --- |
|  |  | 1. | El Nacional      | 6  | 2  | 4  | 0  | 9  | 6  | +3 | 9.5 | 1.5 |
|  |  | 2. | Liga de Quito    | 6  | 2  | 3  | 1  | 13 | 8  | +3 | 7   |     |
|  |  | 3. | Deportivo Quito  | 6  | 1  | 3  | 2  | 8  | 12 | -4 | 6.5 | 1.5 |
|  |  | 4. | Deportivo Cuenca | 6  | 1  | 2  | 3  | 5  | 9  | -4 | 4   |     |

PJ = Partidos jugados; PG = Partidos ganados; PE = Partidos empatados; PP = Partidos perdidos; GF = Goles a favor; GC = Goles en contra; DG = Diferencia de gol; PTS = Puntos; PB = Puntos de bonificación
|  | Clasificaron al Cuadrangular final. |

Cuadrangular 2
|  |  |    | Equipo               | PJ | PG | PE | PP | GF | GC | DG | PTS | PB |
|  |  | -- | -------------------- | -- | -- | -- | -- | -- | -- | -- | --- | -- |
|  |  | 1. | Emelec               | 6  | 3  | 2  | 1  | 8  | 5  | +3 | 9   | 1  |
|  |  | 2. | Barcelona            | 6  | 3  | 2  | 1  | 9  | 5  | +4 | 8   |    |
|  |  | 3. | Delfín               | 6  | 2  | 1  | 3  | 4  | 5  | -1 | 5   |    |
|  |  | 4. | Universidad Católica | 6  | 0  | 3  | 3  | 1  | 7  | -6 | 4   | 1  |

PJ = Partidos jugados; PG = Partidos ganados; PE = Partidos empatados; PP = Partidos perdidos; GF = Goles a favor; GC = Goles en contra; DG = Diferencia de gol; PTS = Puntos; PB = Puntos de bonificación
|  | Clasificaron al Cuadrangular final. |

Cuadrangular del No Descenso
|  |  |    | Equipo                | PJ | PG | PE | PP | GF | GC | DG  | PTS | PP   |
|  |  | -- | --------------------- | -- | -- | -- | -- | -- | -- | --- | --- | ---- |
|  |  | 1. | Técnico Universitario | 6  | 4  | 1  | 1  | 12 | 5  | +7  | 9   |      |
|  |  | 2. | Filanbanco            | 6  | 3  | 1  | 2  | 5  | 4  | +1  | 7   |      |
|  |  | 3. | Macará                | 6  | 3  | 1  | 2  | 6  | 3  | +3  | 6   | -1   |
|  |  | 4. | Aucas                 | 6  | 0  | 1  | 5  | 3  | 14 | -11 | 0.5 | -0.5 |

PJ = Partidos jugados; PG = Partidos ganados; PE = Partidos empatados; PP = Partidos perdidos; GF = Goles a favor; GC = Goles en contra; DG = Diferencia de gol; PTS = Puntos; PP = Puntos de Penalización
|  | Descendió a la Serie B. |

#### Evolución de la clasificación
Cuadrangular 1
Cuadrangular 2
Cuadrangular del No Descenso

## Cuadrangular final

### Partidos y resultados
| Fecha 1         | Fecha 1      | Fecha 1   | Fecha 1          |
| Fecha           | Equipo Local | Resultado | Equipo Visitante |
| --------------- | ------------ | --------- | ---------------- |
| 18 de noviembre | El Nacional  | 2 - 2     | Liga de Quito    |
| 18 de noviembre | Emelec       | 1 - 1     | Barcelona        |

| Fecha 2         | Fecha 2       | Fecha 2   | Fecha 2          |
| Fecha           | Equipo Local  | Resultado | Equipo Visitante |
| --------------- | ------------- | --------- | ---------------- |
| 23 de noviembre | Liga de Quito | 1 - 0     | Emelec           |
| 23 de noviembre | Barcelona     | 2 - 2     | El Nacional      |

| Fecha 3        | Fecha 3      | Fecha 3   | Fecha 3          |
| Fecha          | Equipo Local | Resultado | Equipo Visitante |
| -------------- | ------------ | --------- | ---------------- |
| 2 de diciembre | El Nacional  | 6 - 1     | Emelec           |
| 2 de diciembre | Barcelona    | 4 - 0     | Liga de Quito    |

| Fecha 4        | Fecha 4      | Fecha 4   | Fecha 4          |
| Fecha          | Equipo Local | Resultado | Equipo Visitante |
| -------------- | ------------ | --------- | ---------------- |
| 9 de diciembre | El Nacional  | 1 - 1     | Barcelona        |
| 9 de diciembre | Emelec       | 2 - 0     | Liga de Quito    |

| Fecha 5         | Fecha 5       | Fecha 5   | Fecha 5          |
| Fecha           | Equipo Local  | Resultado | Equipo Visitante |
| --------------- | ------------- | --------- | ---------------- |
| 16 de diciembre | Liga de Quito | 1 - 0     | El Nacional      |
| 16 de diciembre | Barcelona     | 1 - 1     | Emelec           |

| Fecha 6         | Fecha 6           | Fecha 6   | Fecha 6          |
| Fecha           | Equipo Local      | Resultado | Equipo Visitante |
| --------------- | ----------------- | --------- | ---------------- |
| 23 de diciembre | Liga de Quito (C) | 3 - 1     | Barcelona        |
| 23 de diciembre | Emelec            | 1 - 0     | El Nacional      |

### Tabla de posiciones
|     |  |    | Equipo        | PJ | PG | PE | PP | GF | GC | DG | PTS |
| --- |  | -- | ------------- | -- | -- | -- | -- | -- | -- | -- | --- |
| (C) |  | 1. | Liga de Quito | 6  | 3  | 1  | 2  | 7  | 9  | -2 | 7   |
|     |  | 2. | Barcelona     | 6  | 1  | 4  | 1  | 10 | 8  | +2 | 6   |
|     |  | 3. | Emelec        | 6  | 2  | 2  | 2  | 6  | 9  | -3 | 6   |
|     |  | 4. | El Nacional   | 6  | 1  | 3  | 2  | 11 | 8  | +3 | 5   |

PJ = Partidos jugados; PG = Partidos ganados; PE = Partidos empatados; PP = Partidos perdidos; GF = Goles a favor; GC = Goles en contra; DG = Diferencia de gol; PTS = Puntos
| (C) | Campeón, clasificó a la Copa Libertadores 1991. |
|     | Disputaron el Desempate por el subtítulo.       |

### Campeón
|                                                 |
|                                                 |
| Campeón Liga Deportiva Universitaria 4.º título |

## Desempate por el subtítulo
Tras haber empatados en puntos, Barcelona y Emelec en el cuadrangular final se jugó una definición en encuentros de ida y vuelta, el ganador de la serie terminó siendo el subcampeón y jugó la Copa Libertadores 1991.
| Fecha                                                     | Ciudad    | Equipo local   | Resultado | Equipo visitante |
| --------------------------------------------------------- | --------- | -------------- | --------- | ---------------- |
| 30 de diciembre de 1990                                   | Guayaquil | Emelec         | 1 - 1     | Barcelona        |
| 3 de enero de 1991                                        | Guayaquil | Barcelona (SC) | 4 - 2     | Emelec           |
| Barcelona es el subcampeón con el marcador global de 5-3. |           |                |           |                  |

## Goleadores
| Jugador                 | Equipo           | Goles |
| ----------------------- | ---------------- | ----- |
| Ermen Benítez           | El Nacional      | 28    |
| Carlos Ernesto Berrueta | Liga de Quito    | 20    |
| Carlos Muñoz Martínez   | Barcelona        | 17    |
| Manuel Uquillas         | Barcelona        | 17    |
| Marcelo Gutiérrez       | Deportivo Cuenca | 15    |
| Washington Aires        | Deportivo Quito  | 15    |